# Смешанная парная сборная Бразилии по кёрлингу на колясках
Смешанная парная сборная Бразилии по кёрлингу на колясках — смешанная национальная сборная команда (составленная из одного мужчины и одной женщины), представляет Бразилию на международных соревнованиях по кёрлингу на колясках. Управляющей организацией выступает Федерация ледовых видов спорта Бразилии (порт. Confederação Brasileira de Esportes no Gelo, англ. Brazilian Ice Sports Federation).

## Результаты выступлений

### Чемпионаты мира
| Год       | Место          | И              | В              | П              | Состав (женщина, мужчина, тренер)                        |
| --------- | -------------- | -------------- | -------------- | -------------- | -------------------------------------------------------- |
| 2022—2024 | не участвовали | не участвовали | не участвовали | не участвовали | не участвовали                                           |
| 2025      | 20             | 6              | 1              | 5              | Vilma Miranda, Jerônimo Gabriel, тренеры: Tatiani Garcia |

(данные отсюда:)